# Felsőtúr

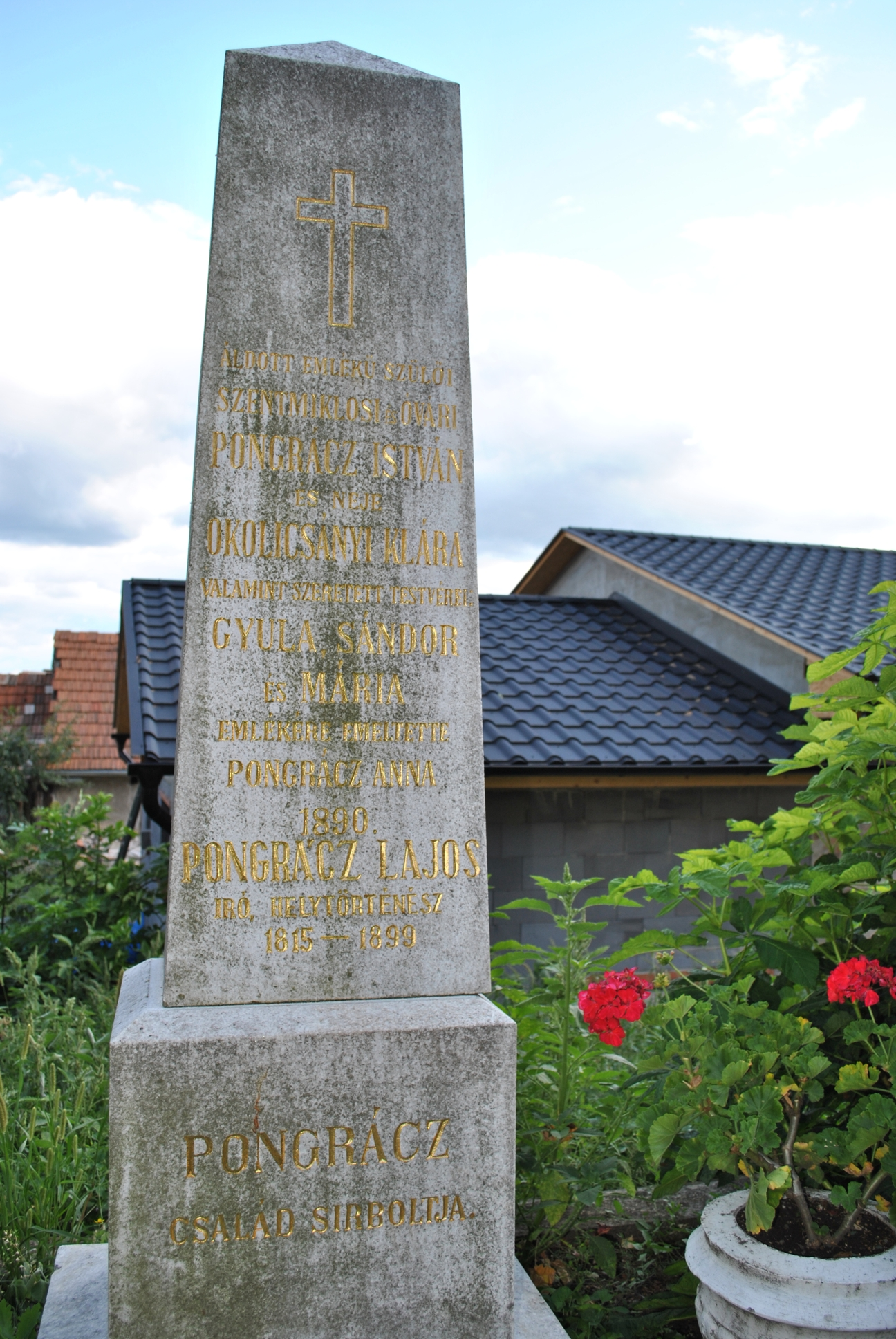
Emlékoszlop a Pongrácz család sírboltján

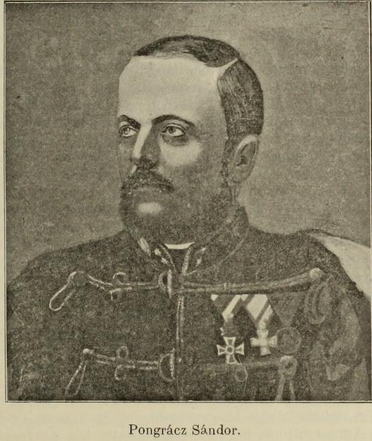
Pongrácz Sándor

Felsőtúr (szlovákul Horné Turovce, németül Oberthur) község Szlovákiában, a Nyitrai kerület Lévai járásában.

## Fekvése
Ipolyságtól 6 km-re északra, a Korpona patak partján fekszik.

## Története
1156-ban "Tur" néven említik először, amikor dézsmáját Márton esztergomi érsek az esztergomi káptalannak engedte át. Később, 1332-ben a pápai tizedjegyzékben szerepel, amely István nevű papját is említi. 1417-ben "Naghthwr", 1517-ben "Iwanczthwrya" néven említik. A 15. században főbb birtokosai a Vajda és Jánoki családok voltak. Később többek közt a Beniczkyek, a Horváthok, a Pongráczok és a Nedeczkyek birtoka. Közülük kétségkívül a Pongrácz család a legjelentősebb, amely a 19. század elején lett birtokos a településen és több neves személyiséget is adott az országnak.
Vályi András szerint "Kis Túr, Felső Túr, Közép Túr. Három Magyar falu Hont Várm. földes Uraik külömbfélék, lakosaik katolikusok, és másfélék is, földgyeik meglehetősek, legelőjök elég van, szőlőhegyeik középszerű borokat teremnek."
A községet nem kerülték el a katasztrófák sem. 1831-ben, 1866-ban és 1873-ban kolerajárvány sújtotta, 1858-ban pedig a templom égett le, helyette újat kellett építeni. 1853-ban 9 nemesi kúria és 43 porta állt a községben.
Fényes Elek szerint "Tur, (Felső vagy Nagy), magyar falu, Honth vmegyében, 472 kath., 9 evang. lak. Kat. paroch. templom."
A trianoni békeszerződésig Hont vármegye Ipolysági járásához tartozott. 1938 és 1944 között újra Magyarország részévé vált.

## Népessége
| Év:            | 1994. | 2004.   | 2014.   | 2024.   |
| -------------- | ----- | ------- | ------- | ------- |
| Emberek száma: | 638   | 603     | 598     | 558     |
| Eltérés:       |       | -5,48 % | -0,82 % | -6,68 % |

| Év:            | 2023. | 2024.   |
| -------------- | ----- | ------- |
| Emberek száma: | 567   | 558     |
| Eltérés:       |       | -1,58 % |

1880-ban 474 lakosából 417 magyar és 30 szlovák anyanyelvű volt.
1890-ben 492 lakosából 479 magyar és 8 szlovák anyanyelvű volt.
1900-ban 558 lakosából 515 magyar és 34 szlovák anyanyelvű volt.
1910-ben 621 lakosából 611 magyar és 10 szlovák anyanyelvű volt.
1921-ben 583 lakosából 519 magyar és 51 csehszlovák volt.
1930-ban 638 lakosából 479 magyar és 146 csehszlovák volt.
1941-ben 682 lakosából 638 magyar és 44 szlovák volt.
1991-ben 660 lakosából 480 magyar és 179 szlovák volt.
2001-ben 621 lakosából 422 magyar és 193 szlovák volt.
2011-ben 605 lakosából 379 magyar és 211 szlovák volt.
2021-ben 567 lakosából 333 (+19) magyar, 218 (+16) szlovák, 4 cigány, 1 egyéb és 11 ismeretlen nemzetiségű volt.

## Nevezetességei
- Szent Jakab apostol tiszteletére szentelt, római katolikus temploma 1865-ben épült neoklasszicista stílusban, az 1858-ban leégett 17. századi templom helyén. Kertjében több 18. és 19. századi sírkő látható.
- A Laky-kúria 1800 körül épült klasszicista stílusban.
- A Móser-kúria a 19. század első felében, neoklasszicista stílusban készült.
- A községben még egy 17. századi barokk és egy 19. század végi klasszicista kúria is áll.
- A Pongrácz-sírbolt a 19. század elején épült, a család több neves személyisége nyugszik benne.
- Nepomuki Szent János szobra a Korponába ömlő kis patak partján áll, 1800 körül készült.
- A Középtúr felé eső falurészen 19. századi kápolna áll, benne Pieta-szoborral.
- Szent Flórián szobra 1790 körül készült későbarokk stílusban.

## Híres emberek
- Pongrácz Lajos (1815-1899) császári és királyi kamarás, Hont vármegye  alispánja.
- Pongrácz Anna (1817-1891) írónő, a Kisfaludy Társaság alapító tagja.
- Pongrácz István (1821-1900) császári és királyi kamarás, az 1848–49-es szabadságharcban táborkari főnök. A szabadságharc bukása után halálra ítélék, de ezt aradi várfogságra változtatták.
- Pongrácz Sándor (1824-1890) császári és királyi altábornagy, több csata hőse.
- Pongrácz László (1824-1890) honvéd dandárparancsnok, cs. és kir. altábornagy.
- Zubovics Fedor (1848. okt. 29. - ?) huszárkapitány, a híres lovas, a szárazföldi torpedó feltalálója.
- Pongrácz Elemér (1862-1944) író, az ipolysági Honti Múzeum  első igazgatója.

## Külső hivatkozások
- Hivatalos oldal
- Községinfó
- Felsőtúr Szlovákia térképén
- Történetéről
- Alapinformációk
- E-obce.sk